# Greg Wells
Greg Wells (Peterborough, 21 settembre 1968) è un musicista e produttore discografico canadese.

## Biografia
Nel corso della sua carriera ha lavorato con molti artisti internazionali, tra cui Mika, Rufus Wainwright, Natasha Bedingfield, Adam Lambert, Dua Lipa, Jesse McCartney, Elton John, Will Young e Laura Pausini, e ha vinto diversi premi tra cui il Grammy Awards.

## Discografia
- For Your Entertainment - Adam Lambert
- Life in Cartoon Motion - Mika
- Apologize - Timbaland featuring OneRepublic
- Dreaming Out Loud - OneRepublic
- UR So Gay -  Katy Perry
- Deftones - Deftones
- Poses -  Rufus Wainwright
- Sometimes a Circle - Louise Goffin
- We Are the Pipettes -  The Pipettes
- House of Secrets - Otep
- Confessions of a Broken Heart (Daughter to Father) - Lindsay Lohan
- Hook Me Up - The Veronicas
- We Rock - Camp Rock
- Much Afraid - Jars of Clay
- Hotel Paper - Michelle Branch
- Scream - Sarah Bettens
- Vessel - Twenty One Pilots
- Garden - Dua Lipa
- Io sì (Seen) - Laura Pausini